# Port lotniczy Cartagena
Port lotniczy Cartagena (IATA: CTG, ICAO: SKCG) – międzynarodowy port lotniczy położony w Cartagenie, w Kolumbii.

## Linie lotnicze i połączenia
- Aires
  - Ciudad de Panamá / Aeropuerto Internacional de Tocumen
  - Maracaibo / Aeropuerto Internacional de La Chinita
  - Fort Lauderdale / Aeropuerto Internacional de Fort Lauderdale-Hollywood (Próximamente)
  - Oranjestad / Aeropuerto Internacional Reina Beatrix (vía BAQ)
  - Willemstad / Aeropuerto Internacional Hato (vía BAQ)
- Avianca
  - Miami / Aeropuerto Internacional de Miami
- Copa Holdings
  -  Copa Airlines Colombia
    - Caracas / Aeropuerto Internacional de Maiquetía Simón Bolívar
    - Ciudad de Panamá / Aeropuerto Internacional de Tocumen

  -  Copa Airlines
    - Ciudad de Panamá / Aeropuerto Internacional de Tocumen
- LAN Airlines obsługiwany przez LAN Perú
  - Lima / Aeropuerto Internacional Jorge Chávez
- TACA obsługiwany przez LACSA
  - San José / Aeropuerto Internacional Juan Santamaría (Estacional)
- Spirit Airlines
  - Fort Lauderdale / Aeropuerto Internacional de Fort Lauderdale-Hollywood

### Nacionales
- Aerolínea de Antioquia
  - Medellín / Aeropuerto Olaya Herrera (vía MTR)
  - Montería / Aeropuerto Los Garzones
- Copa Airlines Colombia
  - Bogotá / Aeropuerto Internacional El Dorado
  - Cali / Aeropuerto Internacional Alfonso Bonilla Aragón (Estacional)
  - Medellín / Aeropuerto Internacional José María Córdova (Estacional)
  - San Andrés Isla / Aeropuerto Internacional Gustavo Rojas Pinilla
- Aires
  - Bogotá / Aeropuerto Internacional El Dorado
  - Barranquilla / Aeropuerto Internacional Ernesto Cortissoz
  - Montería / Aeropuerto Los Garzones
  - Valledupar / Aeropuerto Alfonso López Pumarejo (vía BAQ)
- Avianca
  - Bogotá / Terminal Puente Aéreo
  - Medellín / Aeropuerto Internacional José María Córdova
  - Pereira / Aeropuerto Internacional Matecaña
  -  obsługiwany przez SAM
    - Bogotá / Terminal Puente Aéreo
    - Cali / Aeropuerto Internacional Alfonso Bonilla Aragón
    - Medellín / Aeropuerto Internacional José María Córdova (Estacional)
    - San Andrés Isla / Aeropuerto Internacional Gustavo Rojas Pinilla
- EasyFly
  - Bucaramanga / Aeropuerto Internacional Palonegro
  - Medellín / Aeropuerto Olaya Herrera (vía BGA)
  - Montería / Aeropuerto Los Garzones [Próximamente]
- Satena
  - Armenia / Aeropuerto Internacional El Edén (Estacional)